# Каникулы Бонифация
«Каникулы Бонифация» — советский мультипликационный фильм о цирковом льве и его «отпуске» в Африке. Третья по счёту режиссёрская работа Фёдора Хитрука. В основу сценария положена сказка чешского писателя Милоша Мацоурека «Бонифаций и его племянники».
Суть фильма можно выразить словами доктора философских наук, киноведа Евгения Громова, сказавшего о «Каникулах Бонифация»:
Мораль сей басни проста и мудра. У настоящего художника нет и не может быть каникул. Он по воле собственного сердца всегда в работе, в творчестве.

## Сюжет
Умный, интеллигентный, в высшей степени талантливый цирковой лев Бонифаций очень любит бананы и прогулки по городу, которые совершает вместе с директором цирка. Узнав во время одной из таких прогулок, что на свете существуют каникулы, лев опечалился: «А у меня ещё ни разу не было каникул…» Считая Бонифация образцовым львом, директор цирка решает отпустить его на каникулы. И счастливый Бонифаций сначала поездом, а потом пароходом отправляется в Африку к своей бабушке. По дороге он мечтает, как будет лежать на солнышке, купаться в озере, есть бананы и обязательно поймает золотую рыбку.
На следующее утро после приезда домой, где ничего не изменилось и миниатюрная бабушка в очках и старомодном чепчике по-прежнему сидит около своего домика в кресле-качалке с вязаньем на коленях, Бонифаций, облачившись в новый купальный костюм, вооружившись сачком и ведёрком, идёт на озеро. Погнавшись за красивой бабочкой, он неожиданно встречает маленькую девочку, которая очень пугается, увидев «незнакомого льва». Чтобы успокоить её, Бонифаций ловко жонглирует разноцветными камешками. С этого момента начинается новый этап его творческой жизни. На девочку, которая никогда не видела ничего подобного, искусство этого странного доброго льва в полосатом купальнике производит огромное впечатление. Она начинает приводить к нему благодарных зрителей. Каждый день на тропинке, ведущей к озеру, его караулит целая толпа маленьких ребятишек, ожидающих повторения цирковых чудес. Попытки Бонифация прекратить эти представления, добраться всё-таки до озера и начать отдыхать по намеченному им плану разбиваются о невозможность обмануть доверчивые ожидания детей. Неистощимый на выдумки Бонифаций изобретает и демонстрирует всё новые трюки и фокусы: «Ни один лев не сумел бы сделать такое!» Каждый день с утра до вечера он даёт представления, забыв о рыбной ловле и купании в озере.
Тем не менее время идёт, и однажды в самый разгар представления раздаётся гудок парохода. Каникулы кончились. Быстро уложив свой чемодан, Бонифаций торопится на пристань. Проводить его прибежали все дети и, конечно, бабушка. Пароход уже собирается отчаливать, а лев всё не может проститься со своими маленькими зрителями. Бабушка еле успевает надеть на Бонифация новый свитер, который вязала для него всё лето. Наконец, он ступает на трап, но не успевает пройти его до конца, как пароход отчаливает, и лев падает в воду. Благополучно выбравшись на корабельную палубу, он чувствует, что под свитером что-то шевелится. Осторожно Бонифаций достаёт из-под свитера золотую рыбку. Подержав свою «сбывшуюся мечту» в лапах несколько секунд, он выпускает её в море.

## Создатели
| Автор сценария и режиссер  | Фёдор Хитрук |
| Художник-постановщик       | Сергей Алимов |
| Композитор                 | Моисей Вайнберг |
| Оператор                   | Борис Котов |
| Звукооператор              | Георгий Мартынюк |
| Ассистент режиссёра        | Наталья Сумарокова |
| Монтажёр                   | Нина Майорова |
| Художники-мультипликаторы: | Юрий Норштейн, Леонид Носырев, Эдуард Назаров, Игорь Подгорский, Анатолий Петров, Юрий Кузюрин, Галина Баринова, Владимир Морозов, Мария Мотрук, Дмитрий Анпилов, Яна Вольская |
| Редактор                   | Раиса Фричинская |
| Текст от автора читает     | Алексей Полевой |

## О мультфильме

### История создания
Работа над фильмом началась с того, что в руки Фёдора Хитрука случайно попало несколько страниц машинописного текста сказки Милоша Мацоурека. Внимание режиссёра, который, закончив работу над «Топтыжкой», искал тему для нового фильма, привлекла фраза: «Подумать только, — удивился директор цирка, — я и забыл, что у львов тоже бывают бабушки!».

Что-то меня задело в этом трогательном рассказе о льве, который вынужден был изображать свирепого хищника… Я не знаю, что именно, но было в этой истории что-то такое, что вдруг захватило меня, вызвало сильный отклик в моей структуре.— Ф. Хитрук

Сценарий, написанный Ф. Хитруком на этом материале, концептуально изменил историю, рассказанную чешским писателем. Короткая, немного грустная сказка для детей младшего и среднего школьного возраста о цирковом льве, приехавшем домой на каникулы и вместо отдыха неустанно дающем представления для своих «маленьких, потешных племянников», в фильме преобразовалась в достаточно философичный сюжет о силе Доброты и доброте Силы, удачно сочетающий при этом мягкий юмор с лиризмом. Этому во многом способствовало художественное решение Сергея Алимова, которого после выхода фильма стали называть «папа Бонифация». Внешне простой пластический образ главного героя в многолетней режиссёрской практике Фёдора Хитрука был одним из самых сложных. Элегантный, в достаточной степени антропоморфный лев хорошо смотрелся в профиль, но структура его «лица» не позволяла ему улыбаться, что осложняло воплощение заданного характера. Достаточно трудоёмким процессом оказалось создание пушистой гривы Бонифация, над «укладкой» которой по эскизам С. Алимова работала специальная группа художников, обрабатывая её специальными тампонами. Антропоморфность пластики обаятельного льва, обусловленную ощущением этого образа создателями фильма, С. Алимов пояснил так: 
…эта картина о добре, о любви, о самопожертвовании. И Бонифаций — это человеческий характер, это христианская идея, он живёт для других.
Фёдор Хитрук считал этот фильм в некоторой степени автобиографичным, а образ льва Бонифация — таким, что воплотил наибольшее количество его личных черт.

Кстати, Бонифаций — это тоже я. Не Хитрук Фёдор Савельевич, а художник вообще. После каждого фильма я проклинаю кинематограф в целом и свою профессию в частности: «Никогда в жизни! Пропади оно всё пропадом!…» Но случается, что сидишь в кинотеатре, показываешь детям мультики и снова возникает желание работать. Когда я вижу счастливые лица детей, которые смотрят мои фильмы, то я чувствую себя необычайно отдохнувшим.— Ф. Хитрук
Для записи заразительного детского смеха, звучащего в фильме, на студию приглашались дети. В просмотровом зале им показывали кино без звука, дети смеялись. Их смех, записанный на плёнку, вошёл в фильм и стал смехом маленьких темнокожих зрителей Бонифация.

### Режиссура
Именно с «Каникул Бонифация» Фёдор Хитрук начинает применять свою новую схему разработки режиссёрского сценария, вычерчивая на большом бумажном листе с посекундной разметкой график тайминга (англ. timing) — расчёта движения во времени и пространстве и расчёта настроения, который он называл «кардиограммой фильма». Цветными карандашами намечалась аттрактивность (эмоциональный посыл) отдельных эпизодов («аттракционов»). Работавший около двух месяцев в съёмочной группе «Каникул Бонифация» Юрий Норштейн (им сделана сцена, в которой лев, плывя на корабле, мечтает об отдыхе и золотой рыбке), считая фильм «совершенством гармонии, шедевром звукоритма, словоритма и музыко-словесного и пластического единства», говорил о его ритмическом решении: 

Колоссальное впечатление от «Бонифация» — я увидел, что такое работа над ритмом фильма. По сию пору для меня этот фильм — образец идеально построенного соотношения авторского текста и движения персонажа.— Юрий Норштейн.
По мнению Юрия Норштейна, которого Ф. Хитрук считал наиболее точным последователем его направления в мультипликации, «Каникулы Бонифация» можно отнести к одному из эталонных фильмов среди тех, что были сняты на «Союзмультфильме»:

Эталон, потому что я знаю, какая там изумительная, тончайшая режиссура, которую на самом деле должны изучать актёры игрового кино. Там такие обертона, такие слои, и дай Бог, чтобы режиссёры игрового кино это поняли.

### Художественные особенности
Изобразительный ряд фильма, действие которого происходит в Африке, решён в стиле, напоминающем наскальную живопись и приближающемся к жанру африканской ковёр-аппликации.

Действие фильма развивается в условном мире, где африканский пейзаж представлен экзотическим сочетанием песков, воды и тропических растений. Пейзажу придана нарочитая декоративность, заметно стремление художника к чёткости контуров и геометрической правильности растительного орнамента, что придаёт ему традиционную африканскую нарядность и подчёркивает общую условность композиции.— Бенжамин Бенимана
Выражение ярко индивидуальных образов, наделённых некоторой гиперболичностью отдельных личностных качеств, посредством пластики, позволяющей почувствовать эмоциональное состояние героев без логической оценки их действий, также сближает стиль художественного решения фильма с африканским искусством.
Хотя весь фильм выполнен в традиционном для мультипликации стиле контурного рисунка, для художественного воплощения главного героя было сделано исключение. Чтобы придать образу артистичного льва особую теплоту, его грива для достижения эффекта «пушистости» была выполнена в технике бесконтурного рисунка, что потребовало кропотливой ручной работы, которая сделала каждый рисунок фильма уникальным. Этот же приём был применён С. Алимовым в работе над «Топтыжкой».
Фильм завершается фразой, которая была придумана редактором Раисой Фричинской: «Корабль уплывал всё дальше, а Бонифаций думал: Какая замечательная вещь — каникулы!».

Этот лев вкалывал в Африке 24 часа в день, и вдруг в конце заявляет: «Какая замечательная вещь — каникулы!» Он считает, что хорошо отдохнул, понимаете? И в этом есть большая правда! Когда вы чувствуете, что приносите радость, вы не устаёте.— Ф. Хитрук.

## Награды
- 1965 — Почётный диплом на X МКФ в Корке (Ирландия).
- 1966 — Первая премия по разделу мультипликационных фильмов на II Всесоюзном кинофестивале в Киеве.
- 1966 — Приз «Золотой Пеликан» в номинации детских фильмов на I Международном кинофестивале анимационных фильмов в Мамайе (Румыния).
- 1967 — Поощрительный диплом на II Международном кинофестивале фильмов для детей в Тегеране[17].

## Использование произведения и персонажей
- Литературный сценарий фильма неоднократно издавался как самостоятельное литературное произведение для детей.
- В 1970 году московским издательством «Бюро пропаганды советского киноискусства» была издана серия цветных открыток — подборка кадров из мультфильма «Каникулы Бонифация». Тираж набора из одиннадцати открыток — 300 000 экз.
- В 1972 году издательством «Советский художник» была издана серия открыток из 18 штук (художник — С. Алимов). Тираж — 80 000 экз.
- Фрагмент мультфильма «Каникулы Бонифация» присутствует в другом мультфильме — «Дядюшка Ау», когда во время празднования дня рождения девочка Римма с друзьями смотрят телевизор.

### Комментарии
1. ↑  По не вполне ясным причинам бабушка Бонифация изображена в мультфильме с пышной гривой и бакенбардами, которых у настоящей львицы быть не может, они бывают только у львов-самцов [2].

### Использованная литература и источники
1. 1 2 3 4  Громов Е. С. Сергей Алимов : Мультипликация, книжная и станковая графика : [арх. 9 ноября 2013]. — М. : Советский художник, 1990. — 176 с. — (Мастера советского искусства). — ISBN 5-269-00097-0..
2. ↑  В бабушке льва Бонифация разглядели трансвестита. Lenta.ru (9 ноября 2017). Дата обращения: 21 января 2019. Архивировано 21 ноября 2019 года.
3. 1 2 3  Хитрук Ф. С. «О фильмах». «Каникулы Бонифация. 1965» Архивная копия от 6 октября 2014 на Wayback Machine. Киноведческие записки № 73, 2005. Архивная копия от 18 августа 2014 на Wayback Machine
4. 1 2 3  Салтыкова Е. «Папа» Бонифация мультипликатор Сергей Алимов: «Моим львом назовут премию». Архивная копия от 6 октября 2014 на Wayback Machine «Комсомольская правда», 26 сентября 2014.
5. 1 2 3  Гусев Д. «История одного преступления» Архивная копия от 18 апреля 2019 на Wayback Machine. «Московский комсомолец» № 22764, 6 августа 2001.
6. 1 2 3  Березовская Е. Лев Бонифаций и другие «неблагонадёжные» шедевры: Выставка Сергея Алимова Архивная копия от 18 апреля 2019 на Wayback Machine. 4 января 2013, vesti.ru.
7. ↑  «Больше всего моих личных черт воплотилось в образе льва Бонифация…» Архивная копия от 2 декабря 2020 на Wayback Machine, zenon74.ru.
8. 1 2  10 российских мультиков, которые покорили мир. Дата обращения: 29 сентября 2020. Архивировано 28 января 2021 года.
9. 1 2 3  Коллекция «Анимация от А до Я» — цикл из 52 передач об истории Российской (Советской) анимации, зарубежных авторах и событиях. Истории создания фильмов, рассказы о жизни режиссёров. Серия 8 — «Фёдор Хитрук». РЕН ТВ.
10. ↑  Фёдор Хитрук. Галерея на Солянке. Дата обращения: 22 мая 2020. Архивировано 20 апреля 2021 года.
11. ↑   Юрий Михайлин. «Он внёс иное понимание изображения…» Архивная копия от 12 августа 2014 на Wayback Machine. Интервью с Юрием Норштейном. Киноведческие записки № 73, 2005. Архивная копия от 18 августа 2014 на Wayback Machine
12. ↑  Юрий Норштейн. «Снег на траве». Архивная копия от 5 августа 2014 на Wayback Machine «Искусство кино» № 3, август 2003, kinoart.ru.
13. ↑  Норштейн Ю. «Неудачный риск даёт больше, чем серая удачливость» Архивная копия от 14 августа 2014 на Wayback Machine. Интервью для газеты «Саров», gazeta-sarov.ru.
14. 1 2 3  Бенжамин Бенимана. Взаимодействие анимации и искусства Африки Архивная копия от 24 октября 2014 на Wayback Machine: Автореферат диссертации на соискание степени кандидата искусствоведения. — Москва, 2000.
15. ↑  Любарская И. «Ежу понятно» Архивная копия от 5 февраля 2016 на Wayback Machine. Интервью с Юрием Норштейном. «Итоги» № 38 (797), 19 сентября 2011.
16. ↑  Сергей Капков. «Когда вы приносите радость, вы не устаёте» Архивная копия от 4 марта 2016 на Wayback Machine. Интервью с Фёдором Хитруком, animator.ru.
17. ↑  «Каникулы Бонифация» на «Аниматор.ру»